# Arroyo de Escobar
Der Arroyo de Escobar ist ein im Süden Uruguays gelegener Fluss.
Der rechtsseitige Nebenfluss des Arroyo Pando befindet sich auf dem Gebiet des Departamentos Canelones. Er entspringt westlich von Villa Aeroparque und mündet nach West-Ost-Verlauf  nördlich des Badeorts El Pinar in den Arroyo Pando.